# Very-Low-Frequency-Verfahren
Das Very-Low-Frequency-Verfahren (VLF-Verfahren) ist ein passives geophysikalisches Verfahren zur Untersuchung unterirdischer Strukturen.
Es werden am Boden ortsaufgelöst die direkten und die durch den Untergrund induzierten Magnetfelder starker Längstwellen-Sendeanlagen gemessen.
Daraus lassen sich Rückschlüsse auf Änderungen der elektrischen Leitfähigkeit des Untergrundes ziehen.

## Verfahren
Das VLF-Verfahren nutzt leistungsstarke Sender verschiedener Länder aus, die weltweit empfangbar sind und beispielsweise zur Kommunikation mit Unterseebooten dienen. Solche Längstwellensender werden in einem Frequenzbereich von 15 bis 25 kHz betrieben. Die gesendete Horizontalkomponente des primären Magnetfeldes induziert in großer Entfernung zum Sender Wirbelströme im Untergrund (vergleiche Skineffekt). Das hierdurch erzeugte sekundäre Magnetfeld (Vertikalkomponente) hat entsprechend der elektrischen Leitfähigkeit des Untergrundes eine zum primären Magnetfeld (Normalfeld) veränderte Amplitude und eine Phasenverschiebung. VLF-Messungen werden genutzt, um insbesondere Leitfähigkeitsveränderungen, hervorgerufen durch langgestreckte vertikale Strukturen, im Bereich der Geologie und der Hydrologie zu erfassen.

## Funktionsprinzip
Das elektromagnetische Feld eines VLF-Senders (vertikale Antenne bzw. Dipol) breitet sich in der Horizontalebene als konzentrische Kreise aus.
In großer Entfernung zum Sender (Entfernung entsprechend einigen skin-Tiefen der verwendeten Senderfrequenz) hat das Primärfeld die Eigenschaften einer ebenen Welle. Über einem schlecht leitenden Untergrund besteht somit ein primäres horizontales magnetisches Feld (Normalfeld, senkrecht zur Ausbreitungsrichtung) und ein vertikales elektrisches Feld.

Funktionsprinzip des VLF-Verfahrens für die Erkundung von lateralen Leitfähigkeitsveränderungen im Untergrund

Bei Vorhandensein eines elektrisch leitenden Störkörpers werden in ihm Wirbelströme induziert, deren sekundäres Magnetfeld sich mit dem Normalfeld des Senders überlagert. Das VLF-Verfahren misst das Amplitudenverhältnis zwischen der vertikalen Komponente des sekundären Magnetfeldes und der horizontalen Komponente des primären Magnetfeldes (Hz/Hy). Zusätzlich zur Amplitudendifferenz entsteht auch eine Phasenverschiebung zwischen dem primären und sekundären Magnetfeld. Die Inphase-Komponente (der Realteil) ist die mit Phasenverschiebung 0° (in Phase) zum primären Magnetfeld schwingende Komponente des sekundären Magnetfeldes. Die Quadratur-Komponente (der Imaginärteil) ist die Komponente des Sekundärfeldes bei einer Phasenverschiebung von 90° gegenüber dem Primärfeld.
Die Darstellungen der Messergebnisse des VLF-Verfahrens zeigen typischerweise prozentuale Verhältnisse der Inphase- und Quadratur-Komponente entlang eines Profils und die Angabe der verwendeten Frequenz, Richtung des Senders, Streichrichtung der Struktur und angewendete Filter auf die Daten.
Der Kontakt zwischen dem gut leitenden Störkörper und dem umgebenden schlecht leitenden Material wird durch den Wendepunkt der Inphasewerte aufgezeigt.
Da bei dem VLF-Verfahren das primäre Feld von einer bestimmten Sendeposition stammt, muss insbesondere die Messgeometrie beim VLF-Verfahren beachtet werden. Der Sender und der langgestreckte Störkörper müssen dem Fall der TE-Polarisation (Transversal-Elektrisch) genügen, das heißt, der Sender muss in Linie mit der Längsausdehnung der Struktur liegen. Jede Abweichung von dieser Messgeometrie erzeugt ein sogenanntes „mode mixing“ und verfälscht die Messergebnisse. Daher müssen zur Planung einer VLF-Messung Sender(richtungen) entsprechend zur erwarteten Strukturgeometrie gewählt werden. Die Erkundungstiefe des Verfahrens wird durch die Eindringtiefe (einige 10 bis einige 100 m) der elektromagnetischen Welle bestimmt und kann durch die sogenannte skin-Tiefe abgeschätzt werden.

## Datenauswertung und Modellierung

Inphase Signalverlauf über einem Erzgang auf dem Gelände der TU BA Freiberg, Signalfrequenz: 19,85 kHz, Messung von drei parallelen Profilen in einem Abstand von 2,5 m zueinander – der Erzgang streicht bei den Wendepunkten der Einzelprofile aus. Die Messprofile lagen nicht senkrecht zur Streichrichtung des Ganges, was sin in der Verschiebung der Wendepunkte der drei Profile zeigt.

VLF-Messungen werden hauptsächlich zur schnellen Kartierung von lateralen Leitfähigkeitsveränderungen eingesetzt, wie z. B. zur Bestimmung der Ausdehnung eines Erzganges. Aus den Wendepunkten der Messdaten kann meist direkt ohne Modellierung qualitativ die Lage des maximalen Leitfähigkeitskontrastes und somit die Lage des Kontaktes zwischen z. B. dem Erzgang und dem Muttergestein bestimmt werden. Oftmals wird ein Fraser-Filter auf die Daten angewendet, um die Lage des maximalen Leitfähigkeitskontrastes anhand von Maxima und Minima der Inphase anstelle der Wendepunkte anzeigen zu lassen. Die Schätzung der Tiefenlage und der Widerstände der Struktur geschieht im Allgemeinen durch eine zweidimensionale Vorwärtsmodellierung oder Inversion der Daten.